# Authie (Somma)
Authie – miejscowość i gmina we Francji, w regionie Hauts-de-France, w departamencie Somma.
Według danych na rok 2011 gminę zamieszkiwało 306 osób, a gęstość zaludnienia wynosiła 31 osób/km² (wśród 2293 gmin Pikardii Authie plasuje się na 790. miejscu pod względem liczby ludności, natomiast pod względem powierzchni na miejscu 461.).